# Nowoatjałowo
Nowoatjałowo (ros. Новоатьялово) – wieś (sieło) w Rosji, w obwodzie tiumeńskim, w rejonie jalutorowskim. W 2010 liczyła 812 mieszkańców, głównie Tatarów syberyjskich.